# Árkövy József
Tahitótfalusi Árkövy József, Arnstein József (Pest, 1851. február 8. – Budapest, 1922. május 19.) fogorvos, egyetemi tanár.

## Életpályája
Zsidó származású volt. Gimnáziumi tanulmányait Nagyszombatban az érseki nevelőintézetben, a 7. és 8. osztályt Esztergomban végezte. 1871-ben a budapesti egyetemre jött az orvosi szak hallgatására. 1876. május 27-én orvostudorrá, június 9-én sebésztudorrá és október 9-én fogászmesterré avatták. 1876 novemberének elején Londonba a London-School of Dental Surgery látogatására utazott, ahol sztomatológussá képezték ki. Befejezvén tanulmányait, útjába vette még Párizst és visszatérvén hazájába 1877 májusának elején Budapesten fogászati gyakorlatot kezdett és 1881. március 1-jén sztomatológiai klinikát alapított Pesten és két évig mint Szent Rókus-kórházi rendelőorvos folytatta ezen szakban működését. 1881. november 26-án a budapesti egyetemen a fogászat magántanárává képesítették. 1890-ben a felügyelete alatt álló fogászati klinika is megnyílt. Árkövy volt az intézet első igazgatója, előbb magántanári, később nyilvános rendkívüli tanári minőségben egészen haláláig. Ő volt az első tudományosan képzett sztomatológus Magyarországon, s ezt nem csupán gyakorlatban, hanem elméleti munkákban is bizonyította.
1876-tól kisebb-nagyobb, többnyire a fogászatra vonatkozó cikkeket és értekezéseket közöltek tőle: az Orvosi Hetilap, Journal of the British Dental Association (1882-83.) Transactions of the Odontological-Society of Great Britain (1877-1880.) Deutsche Vierteljahrsschrift für Zahnheilkunde (1878.), Oest.-Ung. Vierteljahrsschrift für Zahnheilkunde (1885-től), Fővárosi Lapok (1881) és a Vasárnapi Ujság (1878), utóbbi Á-k-y betűk alatt.

## Munkái
- A fogak gondozása (1881)
- A fogbél és gyökhártya bántalmak (1884)
- Diagnostik der Zahnkrankheiten (1885)

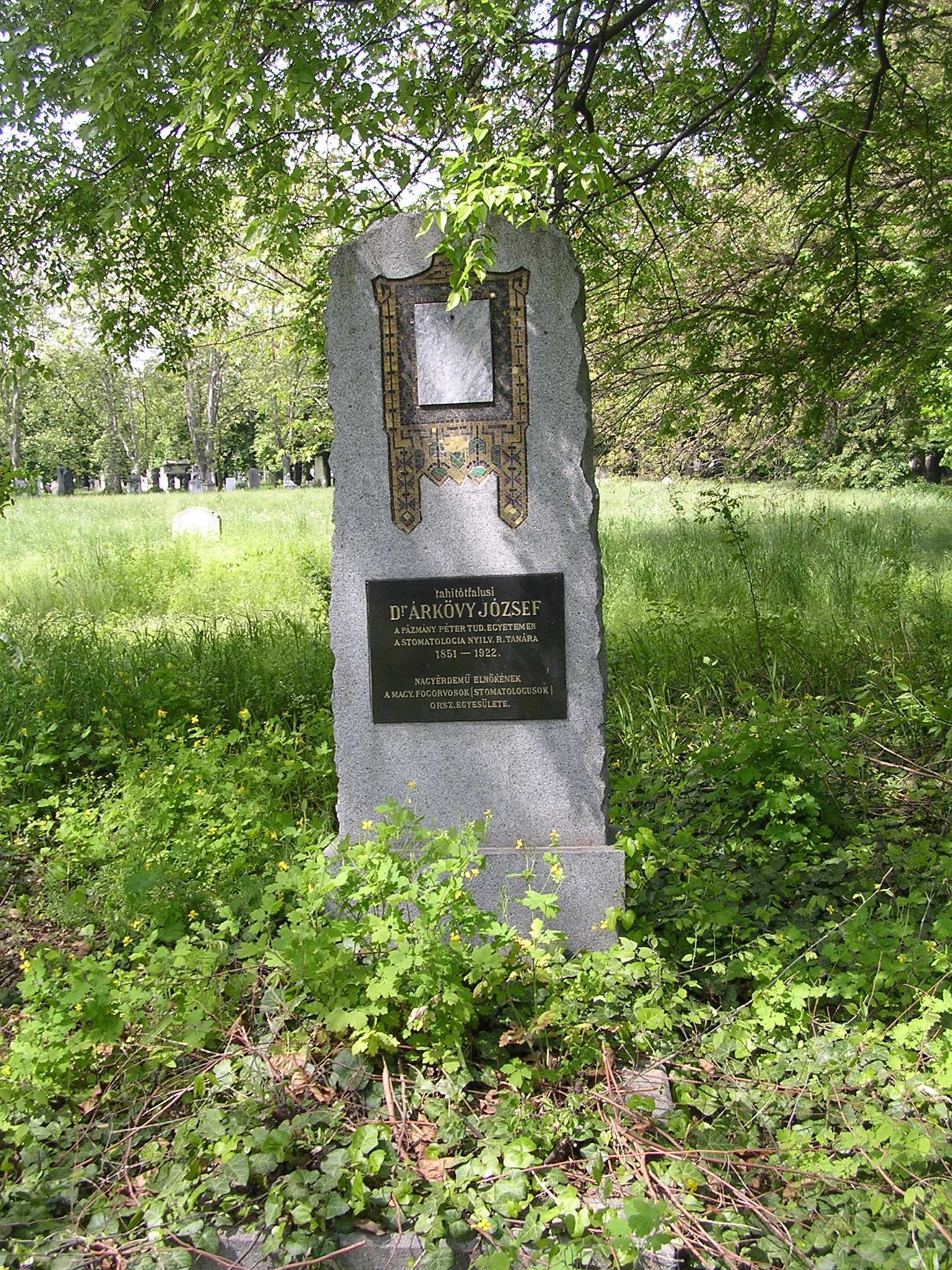
Sírja a Fiumei úti sírkertben, 2005-ben